# Carex justi-schmidtii
Carex justi-schmidtii är en halvgräsart som beskrevs av Paul Junge. Carex justi-schmidtii ingår i släktet starrar, och familjen halvgräs. Inga underarter finns listade i Catalogue of Life.